# إف إل تي كيه
FLTK برنامج ذو إمكانية خاصة في السرعة والخفة والوضوح الأدوات ذات إمكانيات واضحة وسريعة وخفيفة تعطي «علامة كاملة» وذلك عبر واجهة المستخدم الرسومية التي وضعتها مكتبة سبيتزك وغيرهم أدلى مع البرمجة 3D الرسومات في الاعتبار، ولديه واجهة لبينغل، ولكنها أيضا مناسبة لبرمجة واجهة المستخدم الرسومية بشكل عام.
استخدام القطعة الخاصة به والرسم والأنظمة الحديثة على الرغم من الوضوح والسرعة والخفة اكتسبت دعم تجريبي لاستخدام اختياريا الرسومات الخاصة بمكتبة القاهرة المستخرجة من التعليمات البرمجية التي تعتمد على النظام الأساسي، فإنه يسمح لكتابة البرامج التي تبدو متشابهة في جميعأنظمة التشغيل المعتمدة
برنامج ذو الوضوح والسرعة والخفة هو من البرمجيات الحرة والمرخص لها بموجب غبل مع شرط إضافي يسمح ربط ثابت من التطبيقات مع التراخيص غير المتوافقة ويشمل السائل مصمم واجهة المستخدم وهو مصمم واجهة المستخدم الرسومية الذي يولد سي + + مصدر ورأس الملفات.
وعلى النقيض من المكتبات مثل كيو تي والتطبيقات المصغرة، برنامج اف تي كي ال يستخدم تصميم أكثر خفة في الوزن تقييد نفسه إلى وظائف واجهة المستخدم الرسومية. وبسبب هذا، ومكتبة صغيرة جدا (برنامج اف تي كي ال «مرحبا العالم» البرنامج حوالي 100 كيلوبايت)، وعادة ما تكون مرتبطة بشكل ثابت. كما أنه يتجنب تعقيد وحدات الماكرو للمعالجة البرمجية المنفصلة ولا يتم استخدام سي + + ذات الميزات المتقدمة: القوالب، والاستثناءات، أو ر ت ت ل أو FLTK1.x مساحات جنبا إلى جنب مع تواضع حجم الحزمة، وهذا يؤدي إلى منحنى تعليم قصير نسبيا للمستخدمين الجدد.
هذه المزايا تقابلها عيوب تتمثل في عروض أقل من التطبيقات المصغرة معظم الأدوات لواجهة المستخدم الرسومية، وذلك بسبب استخدامه أزرار غير أصلية، وليس لديه نظرة الأم ولا يشعر بأي نظام أصلي.

## FLTK ماذا يعني برنامج?
برنامج إف ال تي كي كان مصمما أصلا ليكون متوافق مع مكتبة من نماذج مكتوبة لآلات (مشتقة من هذه المكتبة تسمى "إشكال اكس"و لا تزال تستخدم في كثير من الأحيان). في تلك المكتبة في جميع المهام والهياكل مع "fl_". وقد مددت هذه التسمية على جميع الوسائل جديدة والحاجيات في مكتبة سي + +، وهذه كانت البداية لفلوريدا"التي اتخذ منها مثل اسم المكتبة. بعد صدور فلوريدا التي مفتوحة المصدر اكتشف انه من المستحيل البحث في "فلوريدا"على شبكة الإنترنت، ويرجع ذلك إلى حقيقة أنها هي أيضا اختصار عن ولاية فلوريدا. بعد الكثير من النقاش والبحث عن اسم جديد لمجموعة الأدوات، التي كانت قيد الاستخدام من قبل عدة أشخاص، وجاء بيل مع برنامج FLTK الذي يتميز بسرعة وخفة مجموعة الأدوات

## استخدام برنامج FLTK فيلغات البرمجة
قد صمم أساسا ليكتب في، سي + + كلغة برمجة. ومع ذلك، ارتبط بوجود لغات أخرى، على سبيل المثال بيثون، [3] لوا [4])، وروبي. [5]
المثال التالي لبرنامج FLTK 1.x يخلق نافذة مع زر «اوكي»:
```
#include
 
<FL/Fl.H>

#include
 
<FL/Fl_Window.H>

#include
 
<FL/Fl_Button.H>

int
 
main
(
int
 
argc
,
 
char
 
*
argv
[])
 
{

   
Fl_Window
*
 
w
 
=
 
new
 
Fl_Window
(
330
,
 
190
);

   
new
 
Fl_Button
(
110
,
 
130
,
 
100
,
 
35
,
 
"Okay"
);

   
w
->
end
();

   
w
->
show
(
argc
,
 
argv
);

   
return
 
Fl
::
run
();

}

```

## برامج مبنية على برنامج FLTK
- المزج لمسند محرر مسبقا (يستخدم الحياة مثل تصميم الواجهة)
- الخاطف الذي هو تطبيق برمجيات المصدر المفتوح لتقسيم الصور الطبية.
- مفتوح المصدر العميق لطلاء البرمجيات وتم ترحيله من جتك + لبرنامج FLTK.
- ف ل وم وهو مدير النوافذ إكس
- النووية قطعة من البرمجيات الرقمية الراقية التركيب. (حتى الإصدار 5، استبدلت الآن كيو تي.
- الميناء ويندوز من التطبيقات المصغرة.
- المشارك للمصدر المفتوح والبرمجيات والطباعة (ويندوز، ماكنتوش، لينكس).
- المحرر افاميتور.
- متصفح ويب ديلو
- مفتوح المصدر شبكة العناصر المحدودة
- إيدي—بيئة الاعتدال في سطح المكتب
- محرر فتح الفيلم
- المزج بين البرمجيات المفتوحة المصدر

ويستند البرنامج علي جدول أعمال لينكس المستندة إلى المساعد الرقمي الشخصي على برنامج FLTKوكذلك الكثير من البرامج وضعت لذلك من قبل أطراف ثالثة
- فورس باد أداة بديهية لتصور سلوك الهياكل الذين يخضعوا لشروط التحميل والحدود.
- فيلببرن لحرق الأقراص الضوئية (برمجيات لينكس).
- في جي ستوديو الإنسان، آلة أداة التنمية واجهة.
- فقدان الذاكرة: وأصل الظلام لعبة من ألعاب احتكاكي يستخدم برنامج FLTK لانها سريعة التطبيق.
- ف ل د ج ي وهو برنامج هواة الراديو.

## إصدارات
تاريخ الإصدار يبين المصدر المفتوح لبعض الطبيعة المضطربة للتنمية.

### 101x
هذه هي النسخة السابقة المستقرة ولم يعد يحافظ عليها.

### 102x
هذه هي النسخة راسخة ومستقرة، ومحافظ عليها في الوقت الحالي.

### 2,0 فرع
لبرنامج FLTK وكان هذا الفرع الخاص بالتنمية، وبعد طول تفكير أن تكون الخطوة التالية في التطور، مع العديد من الميزات من حيث البرمجة الجديدة وأسلوب البرمجة الأنظف انها لم تحقق الاستقرار والتنمية وتوقفت إلى حد كبير.

### 1.2.x
وكانت هذه محاولة لاتخاذ بعض أفضل الميزات من 2,0 ودمجها مرة أخرى إلى فرع 1,1 أكثر شعبية ولم تعد في المتقدمة.

### 1.3.x
هذا هو المكان الذي وضع على أحدث طبعة رئيسية قادمة من برنامج FLTK إلا أنه إلى حد ما أقل طموحا من 2,0 كان، أشبه 1,1 ولكن لا يزال على استعداد لكسر واجهات برمجة التطبيقات لإضافة ميزات جديدة.

### فرع 3,0
هذا الفرع هو في الغالب نموذج نظري للعمل في المستقبل.

## وصلات خارجية
- إف إل تي كيه على موقع Open Hub (الإنجليزية)
- إف إل تي كيه على موقع Free Software Directory (الإنجليزية)
- Official FLTK website
- Beginner FLTK Tutorial
- Erco's FLTK Cheat Page

قالب:Widget toolkits